# Radovanu
Radovanu là một xã thuộc hạt Călărași, România. Dân số thời điểm năm 2002 là 5134 người.